# سوبراه إيار
سوبراه إيار (من مواليد 11 يونيو 1957) هو رائد أعمال من أصل هندي. شارك في تأسيس شركة WebEx، مزود خدمات المؤتمرات عبر الإنترنت، وكان الرئيس التنفيذي لها حتى استحواذ شركة سيسكو عليها في عام 2007 مقابل 3.2 مليار دولار أمريكي. وهو أيضا مستثمر مبكر ومستشار لشركة زوم لاتصالات الفيديو 

## الحياة المبكرة
وُلد سوبراه إيار في مومباي، وحصل على بكالوريوس في الهندسة الكهربائية من المعهد الهندي للتكنولوجيا في بومباي (IIT-B). بعد تخرجه في عام 1982، انتقل إلى الولايات المتحدة.

## المسيرة المهنية
بدأ في عام 1983 العمل لدى شركة أبل Apple . لمدة 6 سنوات، حيث كان له دور فعال في إنشاء أول أعمال ترخيص نظام التشغيل في مجموعة Newton.
من عام 1989 إلى 1995، عمل في شركة Intel، حيث أدار تسويق المنتجات وإدارة مبيعات OEM ضمن مجموعة برمجيات وأنظمة الشبكات المحلية.
من أكتوبر 1995 حتى نوفمبر 1996، كان رئيسًا لشركة Future Labs، وهي شركة تابعة لـ Quarterdeck Office Systems.
كما شغل منصب نائب رئيس المبيعات والتسويق وتطوير الأعمال في Teleos Research، التي استحوذت عليها شركة Autodesk.
أصبح إيار رائد أعمال في عام 1996، عندما شارك في تأسيس WebEx مع مين تشو. تأسست الشركة بدافع الاهتمام بتطوير المؤتمرات عبر الإنترنت. كان مين تشو، وهو مهندس أنظمة تخرج من جامعة ستانفورد، يواجه صعوبات في تطوير أداة للمؤتمرات عبر الإنترنت، عندما التقى بإيار، وانطلقا معًا في هذا المشروع.
في 29 مايو 2007، استحوذت Cisco Systems على WebEx مقابل 3.2 مليار دولار.
بعد استراحة لمدة 6 سنوات قضاها مع ابنتيه، شارك إيار في تأسيس شركة Moxo في عام 2012 وأصبح الرئيس التنفيذي لها. Moxo هي منصة للتفاعل الرقمي مع العملاء، وحصلت على تمويل من Cisco وKDDI من اليابان.